# Знаменка (Полтавський район)
Знаменка —  село в Україні, у Мартинівській сільській громаді Полтавського району Полтавської області. Населення становить 36 осіб. До 2019 орган місцевого самоврядування — Білухівська сільська рада.

## Географія
Село розміщене за 1,5 км від лівого берега річки Орчик. За 0,5 км розташоване село Вільхуватка. Селом протікає пересихаючий струмок із загатою.

## Історія
12 червня 2020 року, відповідно до розпорядження Кабінету Міністрів України № 721-р «Про визначення адміністративних центрів та затвердження територій територіальних громад Полтавської області», село увійшло до складу Мартинівської сільської громади.
19 липня 2020 року, в результаті адміністративно - територіальної реформи та ліквідації Карлівського району, село увійшло до складу новоутвореного Полтавського району Полтавської області.